# True Svæveflyveplads
True Svæveflyveplads er anlagt i 2006-2007 i området mellem landsbyerne True og Yderup i Østjylland. Flyvepladsen ligger i den vestlige del af Aarhus Kommune.
Som noget ret usædvanligt er flyvepladsen næsten omkranset af statsskoven True Skov. Mod øst grænser den næsten op til landsbyen True og mod vest til motorvej E45.
Pladsen forvaltes af Århus Svæveflyveklub. Det er en betingelse for brugen, at svæveflyene udelukkende trækkes i luften ved motorspil. Der må altså ikke lande og lette motorfly på banen.